# La noche de los vivos murientes
La noche de los vivos murientes es una de las historietas de Pafman creada por Joaquín Cera en 2005 y publicada dentro de la colección Top Cómic.

## Publicación
Un año después de publicar Pafman redevuelve, en 2005 fue publicada La noche de los vivos murientes, en dicho tomo se incluían informaciones extras sobre la ambientación de las historias y aventuras clásicas del personaje.
Dicho álbum fue reditado en 2010 junto con Pafman redevuelve y Pafman in U.S.A.

## Argumento
La trama gira en torno al Enmascarado Negro, quien ha logrado dominar las artes necrománticas, levantando a los muertos de sus tumbas y desatando una invasión zombi. En esta nueva aventura, junto a los personajes habituales —Pafman, Pafcat y Tina Tonas— se incorpora un nuevo aliado: el Profesor Fuyú.